# Servidor de Tráfico Apache
El Servidor de Tráfico Apache (ATS) es un servidor modular, un proxy inverso de alto rendimiento y un proxy tradicional, generalmente comparable a Nginx y Calamar.  Fue creado por Inktomi, y distribuido comercialmente como Servidor de Tráfico Inktomi, antes de que Inktomi fuera adquirida por Yahoo!.
Poco después de que Yahoo! lanzará la fuente del TS  a Apache como un proyecto de la Incubadora Apache en julio del 2009, un editor invitado de la publicación en línea de Yahoo! OStatic declaró que Yahoo! usa el TS en producción para servir a más de 30 mil millones de objetos por día, en sitios como la página de inicio de Yahoo!, Yahoo! Deportes, Correo y Finanzas.
El 21 de abril de 2010, la junta de directivos de Apache aceptó al Servidor de Tráfico como un TLP, graduando al proyecto de la incubadora.

## Versión actual
La última versión estable es la 9.0.1 y fue lanzada el 16 de abril del 2021. La última versión con soporte de largo plazo   es la 8.1.1, lanzada el 2 de diciembre del 2020.
Para junio del 2021, ATS estaba disponible en dos instancias estables distintas, la versión 8 con soporte a largo plazo y la versión 9 con el último lanzamiento y  actualizaciones cuaternarias programadas. Comenzando con la versión 4.0, todas las actualizaciones subsecuentes son consideradas estables para producción y siguen un versionado semántico y regular. Actualmente la rama maestra en Git se considera el avance en calidad previa a la incorporación a versiones finales, reemplazando los lanzamientos preliminares para desarrolladores. El soporte de largo plazo se le da a la última versión menor de un lanzamiento principal, por todo un año.
ATS tiene buen soporte para la nueva generación del  protocolo HTTP, al menos hasta la v6.0.0, HTTP/2 (un.k.Un. H2). En el sitio Is TLS Fast Yet, tiene una puntuación de 100%. ATS está activamente siendo desarrollado y apoyado por varias compañías grandes, así como por muchos colaboradores individuales.

## Características y rendimiento
El post de OStatic describe la entrega de TS como "... no solo un proxy web HTTP y una solución de almacenamiento en caché, también ... un framework del servidor, con el que también puedes construir servidores muy rápidos para otros protocolos". Se ha estimado que el servidor de tráfico puede manejar al menos 200,000 solicitudes por segundo  (objetos pequeños fuera de caché).  En una charla en la Expo de Computación del 2009, miembros del equipo Yahoo! TS declararon que está siendo utilizado en producción en Yahoo! para manejar 400TB de tráfico diariamente usando solo 150 máquinas base.  El post de  OStatic describe a TS como el "producto de literalmente centenares de años para desarrolladores".

## Implementación
En el contexto de computación en la nube, TS se encuentra conceptualmente al borde de la nube, dirigiendo las solicitudes conformé van llegando. En Yahoo!, es utilizado para los servicios periféricos, como podemos ver en un gráfico distribuido por la Expo de Computación 2009, que describe la arquitectura privada de nube en Yahoo!.  En términos prácticos, una configuración típica de servidor podría utilizar TS para servir contenido estático, como imágenes, Javascript, Hojas de estilos en casacada (CSS), y archivos HTML, además de dirigir solicitudes para contenido dinámico a un servidor de web como el Servidor HTTP de Apache.